# Планетохід
Планетохі́д — це космічний апарат, призначений для пересування по поверхні іншої планети або небесного тіла. Деякі планетоходи були сконструйовані для переміщення членів екіпажу космічної експедиції; інші були дистанційно керованими, частково або повністю автономними роботами. Планетоходи доставляються на поверхню планети за допомогою спеціальних космічних кораблів — посадочних модулів.

## Призначення
Всі планетоходи, які коли-небудь використовувалися в космосі були або дослідними, або транспортними. Теоретично можливо також використання планетоходів для проведення будівельних робіт, як пересувних ретрансляторів і пересувних притулків.
Крім того, подібні планетохідам дистанційно керовані апарати можуть використовуватися на Землі для виконання роботи, небезпечної для людей — наприклад, при розмінуванні або в умовах високої радіоактивності. 

## Переваги і недоліки

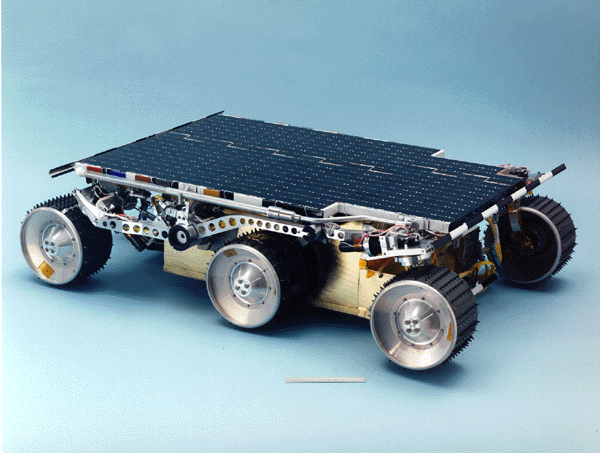
Марсохід «Соджонер» у складеному вигляді

Планетохіди володіють декількома перевагами перед нерухомими апаратами: вони обстежують велику територію, можуть вже в процесі роботи направлятися для дослідження об'єктів, які зацікавили вчених, здатні змінювати положення відносно Сонця, щоб ефективно використовувати сонячні батареї в зимовий період. Крім того, подібні апарати вносять внесок в розвиток систем дистанційного керування рухомими роботами.
Переваги перед орбітальними апаратами — це здатність проводити дослідження об'єктів розміром аж до мікроскопічного і виконувати експерименти. Недоліками в порівнянні з орбітальними апаратами є вища ймовірність невдачі місії, внаслідок складності посадки або інших проблем і обмеженість досліджуваної площі районом місця приземлення (який може бути заданий лише приблизно).

### Надійність
Планетохід повинен мати стійкість до перевантажень, низьких і високих температур, тиску, пиловим забруднення, хімічної корозії, космічному випромінюванню, зберігаючи працездатність без ремонтних робіт протягом необхідного для виконання досліджень часу.

### Компактність
Обсяг космічних кораблів обмежений, тому в конструкції планетоходов і при їх укладанні приділяється увага економії простору. Може складатися ходова частина планетохода, або апарат в цілому; також виконується кріплення апарата до корабля. Встановлюються засоби розгортання планетохода в робочий стан і відділення від посадкового модуля. Так, кріплення марсоходів «Спірит» і «Оппортьюніті» до їх посадковим модулям віддалялися за допомогою невеликих піротехнічних зарядів.

### Дистанційне керування і автономність
Планетоходи (та інші апарати), що знаходяться на небесних тілах, значно віддалених від Землі, не можуть управлятися в режимі реального часу через значну тимчасової затримки прийому відправлених команд управління і сигналів зворотного зв'язку від апарата. Затримка виникає, оскільки радіосигналу потрібен час, щоб дійти до віддаленої планети або від неї до Землі. Тому такі планетоходи здатні якийсь час функціонувати, у тому числі пересуватися і виконувати дослідження, автономно завдяки закладеному в них програмного забезпечення, отримуючи команди лише час від часу.